# Chlorissa gigantaria
Chlorissa gigantaria là một loài bướm đêm trong họ Geometridae.